# Polemon z Laodikei

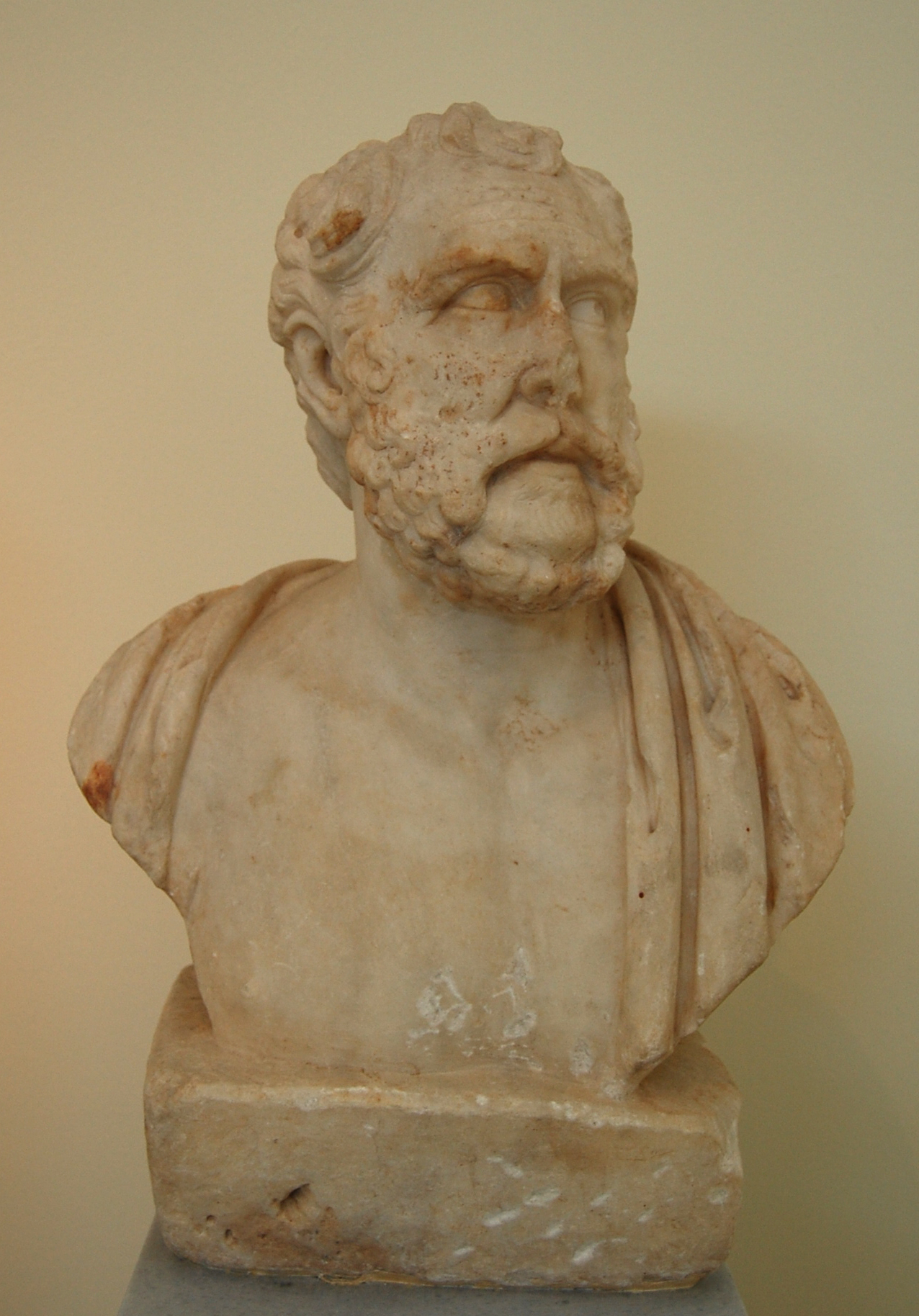
Polemon z Laodikei

Marcos Antonios Polemon (gr. Μάρκος Αντώνιος Πολέμων) (ur. ok. 88/89, zm. 140–144) – grecki retor, jeden z najsławniejszych przedstawicieli drugiej sofistyki.

## Życiorys
Pochodził z Laodikei, wywodził się ze sławnej rodziny senatorskiej. Działał w Smyrnie, gdzie zyskał z czasem wysoką pozycję. Prowadził w tym mieście szkołę retoryczną, która przyciągała młodzież z całego Cesarstwa Rzymskiego. Miał prawo do przewodniczenia ustanowionemu przez Hadriana agonowi olimpijskiemu, posiadał także przywilej wjazdu do miasta na statku, który był prowadzony pod pełnymi żaglami na agorę w czasie corocznej procesji kultowej.
Cieszył się poparciem cesarzy – Trajan nadał mu przywilej darmowych przejazdów po lądzie i morze, Hadrian uważał go za najlepszego sofistę wszech czasów i podarował mu więcej pieniędzy niż żądane przez sofistę 250 tysiące drachm, a także przestał faworyzować Efez i przekazał Smyrnie 10 milionów drachm na budowę budynków użyteczności publicznej. Polemon był także goszczony przez Antoninusa Piusa.
Miał trzech mistrzów, u których studiował. Pierwszym z nich był stoicki filozof Timokrates, drugim Skopelianos z Kladzomenai. Trzecim był Dion Chryzostom, u którego studiował w Bitynii. Szczególnym wrogiem Polemona był Favorinus.

## Mowy
Flawiusz Filostrat podaje tytuły mów Polemona, które zapewne należały do jego największych osiągnięć:
- Zdemaskowany cudzołożnik
- Ksenofont odmawia ocalenia Sokratesowi
- Solon żąda, aby jego prawa zostały odwołane, po tym, jak Pizystrat otrzymał straż przyboczną

Polemon swoje trzy inne oracje poświęcił Demostenesowi. Pierwsza jest mową Demostenesa po bitwie pod Cheroneją, druga dotyczy łapówki, którą miał przyjąć od Harpalosa, w trzeciej Polemon słowami Demostenesa doradzał ucieczkę Ateńczykom na statki po sukcesach Filipa II. Do czasów współczesnych dotrwały jego tylko dwie mowy związane z bitwą pod Maratonem. 